# Акпатерский сельский округ
Акпатерский сельский округ — административно-территориальное образование в Казталовском районе Западно-Казахстанской области.

## Административное устройство
1. село Акпатер
2. село Кишкенеталдыкудук
3. село Кишкенешал